# Vitaliano Brancati
Pour les articles homonymes, voir Brancati.
Vitaliano Brancati, né le 24 juillet 1907 à Pachino, dans la province de Syracuse en Sicile et mort le 25 septembre 1954 à Turin, est un écrivain italien.
Il a traité du fascisme dans son livre Il vecchio con gli stivali ce qui lui a valu de vives critiques. Cependant, Brancati a su montrer les limites du fascisme et les moyens employés par ses partisans pour faire inscrire au parti toute la population. Un de ses autres livres, Le Bel Antonio, a été adapté au cinéma par Mauro Bolognini.

« Vitaliano Brancati fut l'un de ces jeunes gens chez qui l'ennui acquiert une dimension quasi-métaphysique, et génère un déséquilibre durable. »

— Jean-Marie Laclavetine

## Biographie

### Jeunesse
Fils d'un avocat, issu d'une famille assez aisée, Vitaliano Brancati arrive à Catane à l'âge de treize ans. Il baigne dans un milieu familial très littéraire : son père écrit des nouvelles et des critiques littéraires. Son grand-père a lui-même publié des poèmes.
À dix-sept ans, il fonde une revue dans laquelle il publie des poèmes. C'est à cette même époque (1924) qu'il s'inscrit au parti national fasciste. Par la suite, il écrit : « Je regardais avec une admiration béate, comme des statues de Phidias, ceux de ma génération qui étaient les plus robustes et les plus stupides, et j'aurais donné deux tiers de mon cerveau contre un biceps bien prononcé. »

### Le succès et le malaise
À Rome, sa fascination pour Mussolini le pousse à écrire une pièce de théâtre à la gloire du Duce, qu'il rencontre personnellement (1931), et à collaborer à des journaux fascistes, malgré son admiration pour Giuseppe Antonio Borgese, violemment opposé au régime. En 1934, à Rome il est le rédacteur en chef de la revue Quadrivio (« carrefour »). Cependant sa réussite dans le milieu littéraire ne l'empêche pas d'exprimer son malaise dans Singulière aventure de voyage, un roman jugé érotique et anti-conformiste, qui lui vaut des critiques acerbes, puis la censure.

### L'anti-fascisme
Dès la fin de 1934, horrifié par ses précédents écrits, il exprime un dégoût du fascisme dans Les Années perdues (1934-1936), que l'on retrouve dans ses livres suivants. De retour à Catane, il écrit Rêve d'une valse (1938), Don Juan en Sicile (1941), Le Vieux avec les bottes (1944), Le Bel Antonio, qui obtient en 1949 le prix Bagutta, Les Ardeurs de Paolo, inachevé, publié après sa mort et dont son ami Alberto Moravia dira que c'est « Une voix qui survit au silence du temps. »

### Le professeur
En 1937, son retour en Sicile pousse Brancati à chercher une activité plus noble que la vie littéraire à Rome dont l'aspect superficiel l'a beaucoup désillusionné. Il reprend ses études et devient professeur dans un collège de Caltanissetta. Cela ne l'empêche pas de continuer à écrire nouvelles, romans, chroniques, pièces de théâtre, scénarios. Mais il reste profondément amer et déprimé. À Leonardo Sciascia qu'il rencontre en septembre 1954, à Rome, il annonce : « Nous ne nous verrons peut-être plus. Je pars à Turin pour me faire opérer. » En effet, Brancati meurt au cours de cette intervention qui aurait dû être bénigne, et Sciascia en conclut : « La vérité, c'est que lorsqu'un homme veut mourir, il y parvient. »

## Œuvres

### Romans

#### Traduits en français
- Singulière aventure de voyage et autres récits, Fayard, 2001 ((it) Singolare avventura di viaggio, A. Mondadori, 1934), trad. et pref. Alain Sarrabayrouse, 271 p.  (ISBN 2-213-60884-9)
- Les Années perdues, Fayard, 1988 ((it) Gli anni perduti, Parenti, 1941), trad. et préf. Jean-Marie Laclavetine, 262 p.  (ISBN 2-253-05391-0)
- Don Juan en Sicile, Gallimard, 1968 ((it) Don Giovanni in Sicilia, Rizzoli & C., 1941), trad. Adeline Arnaud, 208 p.
- Le Bel Antonio, R. Laffont, 1950 ((it) Il bell'Antonio, Bompiani, 1949), trad. Armand Pierhal, 311 p.
- Ardeurs de Paolo, R. Laffont, 1959 ((it) Paolo il caldo, Bompiani, 1955), trad. Nino Frank, pref. Alberto Moravia, 384 p. Roman inachevé, publication posthume.

#### Non traduits en français
- (it) L'amico del vincitore, Ceschina, 1932

### Nouvelles

#### Traduites en français
- Rêve de valse ; Les aventures de Tobaïco : récits, Fayard, 1991 ((it) Sogno di un valzer, Quadrivio (revue), 1938), trad. Soula Aghion, 182 p.
- Le Vieux avec les bottes, Fayard, 1989 ((it) Il vecchio con gli stivali, L'Acquario, 1945), trad. Jean-Marie Laclavetine ; postf. de Leonardo Sciascia, 317 p.  (ISBN 2-213-02288-7)

#### Non traduites en français
- (it) In cerca di un sì, Studio Editoriale Moderno, 1939
- (it) I fascisti invecchiano, Longanesi, 1946
- (it) Il borghese e l'immensità. Scritti 1930-1954, Bompiani, 1973

### Théâtre

#### Traduit en français
- La gouvernante ; suivi de Retour à la censure, Fayard, 1992 ((it) La governante. Commedia in tre atti, Laterza, 1952), trad. Martine Guglielmi et Michel Orcel, 196 p.  (ISBN 2-213-02918-0)

#### Non traduit en français
- (it) Fedor. Poema drammatico, Studio Editoriale Moderno, 1928
- (it) Everest. Mito in un atto, Studio Editoriale Moderno, 1931
- (it) Piave. Dramma in quattro atti, A. Mondadori, 1932
- (it) Don Giovanni involontario, commedia in tre atti (1943), Le Maschere (revue), 1945

### Essais et journal
- Les plaisirs et autres textes, Fayard, 2002 ((it) I piaceri. Parole all'orecchio, Bompiani, 1943), trad. , préf. et annot. par Alain Sarrabayrouse, 251 p.  (ISBN 2-213-61163-7). Réunit : Les Plaisirs ; Petit Dictionnaire bourgeois ; Nouvelles ; Les Deux Dictatures ((it) Le due dittature, Associazione italiana per la libertà della cultura, 1952).
- Retour à la censure, Fayard, 1992 ((it) Ritorno alla censura, Laterza, 1952), trad. Martine Guglielmi et Michel Orcel, 196 p.  (ISBN 2-213-02918-0)
- Journal romain, 1995 (Diario romano, Bompiani, 1961), trad. et annoté par Alain Sarrabayrouse ; préf. par Leonardo Sciascia et Sandro De Feo, 358 p.  (ISBN 2-213-59383-3)

### Filmographie
Vitaliano Brancati collabore à six reprises avec le réalisateur Luigi Zampa auquel il propose la trilogie sur des politiciens corrompus et opportunistes constituée par Les Années difficiles, Anni facili et L'Art de se débrouiller. Il travaille deux fois avec Roberto Rossellini pour lequel, et avec lequel, il écrit le remarquable Voyage en Italie.
- 1942 : La Belle Endormie, en collaboration avec Luigi Chiarini et Umberto Barbaro
- 1942 : Don Cesare di Bazan, en collaboration avec Riccardo Freda, Cesare Zavattini, Sergio Amidei et Giacomo Debenedetti
- 1942 : Gelosia, en collaboration avec Sergio Amidei, Sandro Ghenzi, Angelo Besozzi, Gino Sensani et Giacomo Debenedetti
- 1943 : Enrico IV, en collaboration avec Angelo Besozzi, Stefano Landi, Giorgio Pàstina et Fabrizio Sarazani
- 1948 : Les Années difficiles (Anni difficili) de Luigi Zampa, en collaboration avec Sergio Amidei, Franco Evangelisti, Enrico Fulchignoni d'après sa nouvelle Le Vieux avec les bottes
- 1949 : Fabiola, en collaboration avec Suso Cecchi D'Amico, Umberto Barbaro, Alessandro Blasetti, Renato Castellani, Emilio Cecchi, et al.
- 1950 : Pour l'amour du ciel, en collaboration avec Cesare Zavattini, Suso Cecchi D'Amico, Diego Fabbri et Giorgio Moser
- 1950 : L'edera, en collaboration avec Augusto Genina et Carlo Musso
- 1950 : Vulcano, en collaboration avec Mario Chiari, Victor Stoloff et Piero Tellini
- 1951 : Histoires interdites, en collaboration avec Augusto Genina, Ercole Patti, Mino Maccari et Ivo Perilli
- 1951 : Rome-Paris-Rome, en collaboration avec Agenore Incrocci, Ruggero Maccari, Furio Scarpelli et Luigi Zampa
- 1951 : Gendarmes et Voleurs, en collaboration avec Ennio Flaiano, Ruggero Maccari, Aldo Fabrizi, Steno et Mario Monicelli
- 1951 : Buon viaggio, pover'uomo, en collaboration avec Fabrizio Sarazani
- 1952 : Heureuse Époque, en collaboration avec Oreste Biancoli, Alessandro Blasetti, Suso Cecchi D'Amico et al.
- 1953 : Voyage en Italie, en collaboration avec Roberto Rossellini
- 1953 : L'uomo, la bestia e la virtù, en collaboration avec Steno, Lucio Fulci et Jean Josipovici
- 1953 : Anni facili, en collaboration avec Sergio Amidei, Vincenzo Talarico (en) et Luigi Zampa
- 1954 : Questa è la vita, en collaboration avec Giorgio Bassani, Aldo Fabrizi, Giorgio Pàstina, Mario Soldati et Luigi Zampa
- 1954 : Où est la liberté ?, en collaboration avec Ennio Flaiano, Antonio Pietrangeli et Vincenzo Talarico (en)
- 1954 : Orient-Express, en collaboration avec Agenore Incrocci, Aldo De Benedetti et Vittorio Nino Novarese
- 1954 : L'Art de se débrouiller, en collaboration avec Luigi Zampa
- 1954 : Le Village magique, en collaboration avec Vittorio De Seta

## Adaptations de son œuvre au cinéma
- 1960 : Le Bel Antonio (Il Bell'Antonio), de Mauro Bolognini, France-Italie ; d'après son livre éponyme publié en 1949
- 1967 : Don Giovanni in Sicilia, de Alberto Lattuada, Italie ; d'après son livre éponyme publié en 1941
- 1973 : Ce cochon de Paolo (Paolo il caldo), film de Marco Vicario, Italie ; d'après son livre éponyme publié en 1955
- 1974 : La governante, de Giovanni Grimaldi, Italie ; d'après sa pièce de théâtre éponyme, publiée en 1954